# Palyam

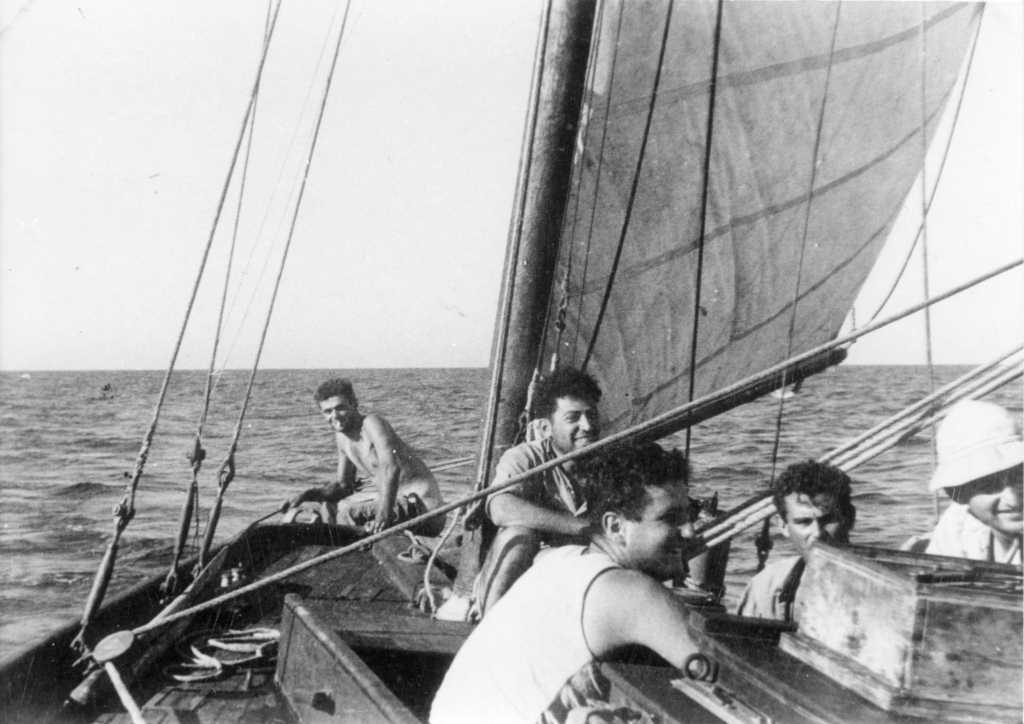
Training van Palyamniks in 1944

De Palyam (Hebreeuws: פלי"ם, afkorting van Plugat HaYam (פלוגת הים): 'Zee Bedrijf') was van 1943 tot 1948 de marine-eenheid van de  Hagana, een Joodse militie in het Britse mandaatgebied Palestina. Kerntaken van de Palyam omvatten de smokkel van wapens naar Palestina, de sabotage van materieel van de Royal Navy en het inrichten en begeleiden van schepen van de Aliyah Bet, de illegale immigratie van Joden naar Palestina.

## Geschiedenis
De emigratie naar Palestina werd door de Britse regering vanaf 1921 steeds verder aan banden gelegd. In 1939 werd in de MacDonald White Paper de toegestane immigrantenquota gereduceerd tot 75.000, verspreid over vijf jaar. Vanaf 1934 organiseerde zionisten illegale emigraties naar Palestina, bekend als de Aliyah Bet. In 1939 richtte de Hagana de Mossad Le'Aliyah Bet op, een onderdeel dat zich speciaal richtte op illegale emigraties over zee. Sinds het begin van de Tweede Wereldoorlog leidde de organisatie Hagana-strijders als scheepscommandanten op. Eind 1943 werd de Naval Palton opgericht, een aparte marineafdeling van de Palmach, de elitestrijdkrachten van de Hagana. In april 1945 werd de eenheid Palyam genoemd en ingedeeld als de tiende compagnie (Pluga Yud) van de Palmach. Na de Israëlische onafhankelijkheidsverklaring op 14 mei 1948 werd de Palyam de basis voor de marine-eenheid van het Israëlisch defensieleger.

## Kerntaken

### Aliyah Bet
Palyamniks richtten de immigratieschepen in met stapelbedden, sanitaire voorzieningen en ventilatie- en verlichtingssystemen. De immigranten kregen van de Palyamniks training als voorbereiding op hun reis. De me'lavim waren een aparte groep Palyamniks die mee voeren op de immigrantenschepen. Zij begeleidden de immigranten bij de inscheping en ontscheping en bij het verzet bij eventuele arrestaties. Het hoofd van de me'lavim had aan boord het bevel over alle opvarenden, inclusief de kapitein en de bemanning.

### Wapensmokkel en sabotage
Palyamniks werden ook ingezet voor de wapensmokkel over zee en de sabotage van patrouille- en deportatieschepen, radarinstallaties, controleposten en ander materieel van de Royal Navy dat werd ingezet om immigrantenschepen te onderscheppen. De Ha'Chulya was een aparte eenheid van de Palyam die zich specialiseerde in het saboteren van patrouilleboten onder de waterlijn.